# Fathom Five marinpark
Fathom Five marinpark är en nationalpark vid Georgian Bay i den kanadensiska provinsen Ontario som ligger med stora delar under vattnet. Den skyddar inte enbart natur utan även skeppsvrak och fyrtorn. På grund av de många skeppsvraken är området omtyckt av dykare och båtar med genomsynlig botten startar regelbundet från Tobermory. Så kan turister titta på vraken utan att få våta fötter. Flera besökare tältar i Bruce Peninsulas nationalpark som ligger bredvid och använder denna nationalpark som utgångspunkt för utflykter till Fathom Five och andra mål i närheten.
Till Fathom Five hör flera öar som till exempel Flowerpot Island. Även på Flowerpot Island finns tältplatser samt vandringsleder och de namngivande flowerpots (blomkrukor), pelare av sten som ofta står lite före stranden och som vanligen har vegetation (ibland träd) på toppen.

## Besökscentrum
2006 öppnades ett nytt besökscentrum för besökare av Fathom Five marinpark och Bruce Peninsulas nationalpark. Centret formgavs av Andrew Frontini från arkitektkontoret Shore Tilbe Irwin + Partners. Till centret hör en ungefär 20 meter högt utsiktstorn för en bättra vy över de anslutande nationalparkerna.